# Vorspannung (Mechanik)
Vorspannung ist eine ohne äußere Belastung in Bauteilen vorhandene mechanische Spannung, die bei Produktion oder Montage eingebracht wird, um im Lastfall das gewünschte Verhalten zu erreichen. Vorkommen:
- Die Vorspannung von Spannbeton
- Die Vorspannung eines Wälzlagers
- Die Vorspannung einer Wälzführung
- Die Vorspannung eines Einscheiben-Sicherheitsglases
- Die Vorspannung einer Feder (Technik)
  - Die Vorspannung der Feder des Federbeines bei Kraftfahrzeugen
- Die Vorspannung eines Kletterschuhs
- Die Vorspannung einer Schraube oder eines Bolzens mittels eines Vorspannwerkzeugs